# Khalil Allawi
Pour les articles homonymes, voir Allawi.
Khalil Mohammed Allawi (arabe : خليل محمد علاوي) (né le 6 septembre 1958 en Irak) est un footballeur international irakien, qui évoluait au poste de défenseur.
Son frère, Karim, était également footballeur.

## Biographie

### Carrière en sélection
Avec l'équipe d'Irak, il joue 81 matchs entre 1981 et 1989. 
Il figure dans le groupe des sélectionnés lors de la coupe du monde de 1986. Lors du mondial, il joue trois matchs : contre le Paraguay, la Belgique et le Mexique.
Il participe également aux JO de 1984. Il joue deux matchs lors du tournoi olympique.